# Vela nos Jogos Olímpicos de Verão de 1996 - Tornado
As provas da classe Tornado da vela nos Jogos Olímpicos de Verão de 1996 ocorreram entre 22 de julho e 2 de agosto daquele ano na costa de Savannah em Geórgia, nos Estados Unidos. O programa compunha onze regatas. Para esta classe, houve 38 velejadores de 19 nações inscritas.

## Medalhistas
A dupla espanhola Fernando León e José Luis Ballester finalizou a competição em primeiro lugar, conquistando a medalha de ouro. A prata firmou-se com os australianos Mitch Booth e Andrew Landenberger. Por fim, a medalha de bronze ficou com Lars Grael e Henrique Pellicano, do Brasil.
|  | ESP Espanha                       |  | AUS Austrália                   |  | BRA Brasil                    |
|  | Fernando León José Luis Ballester |  | Mitch Booth Andrew Landenberger |  | Lars Grael Henrique Pellicano |

## Resultados
Estes foram os resultados da competição:
| Pos.              | Tripulação                                | Regata I | Regata I | Regata II | Regata II | Regata III | Regata III | Regata IV | Regata IV | Regata V | Regata V | Regata VI | Regata VI | Regata VII | Regata VII | Regata VIII | Regata VIII | Regata IX | Regata IX | Regata X | Regata X | Regata XI | Regata XI | Total de pontos | Total -1 |
| Pos.              | Tripulação                                | Pos.     | Pts.     | Pos.      | Pts.      | Pos.       | Pts.       | Pos.      | Pts.      | Pos.     | Pts.     | Pos.      | Pts.      | Pos.       | Pts.       | Pos.        | Pts.        | Pos.      | Pts.      | Pos.     | Pts.     | Pos.      | Pts.      | Total de pontos | Total -1 |
| ----------------- | ----------------------------------------- | -------- | -------- | --------- | --------- | ---------- | ---------- | --------- | --------- | -------- | -------- | --------- | --------- | ---------- | ---------- | ----------- | ----------- | --------- | --------- | -------- | -------- | --------- | --------- | --------------- | -------- |
| Medalha de ouro   | ESP Fernando León e José Luis Ballester   | 2        | 2.0      | 2         | 2.0       | 4          | 4.0        | 5         | 5.0       | 5        | 5.0      | 2         | 2.0       | 4          | 4.0        | 3           | 3.0         | PMS       | 20.0      | 3        | 3.0      | DNC       | 20.0      | 70.0            | 30.0     |
| Medalha de prata  | AUS Mitch Booth e Andrew Landenberger     | 1        | 1.0      | 5         | 5.0       | 6          | 6.0        | 2         | 2.0       | 14       | 14.0     | 17        | 17.0      | 1          | 1.0        | 1           | 1.0         | PMS       | 20.0      | 2        | 2.0      | 10        | 10.0      | 79.0            | 42.0     |
| Medalha de bronze | BRA Lars Grael e Henrique Pellicano       | 12       | 12.0     | 16        | 16.0      | 1          | 1.0        | 8         | 8.0       | 6        | 6.0      | 8         | 8.0       | 2          | 2.0        | 5           | 5.0         | 3         | 3.0       | 7        | 7.0      | 3         | 3.0       | 71.0            | 43.0     |
| 4                 | AUT Andreas Hagara e Florian Schneeberger | 4        | 4.0      | 3         | 3.0       | 5          | 5.0        | 6         | 6.0       | 1        | 1.0      | 7         | 7.0       | 10         | 10.0       | 13          | 13.0        | 7         | 7.0       | 13       | 13.0     | 1         | 1.0       | 70.0            | 44.0     |
| 5                 | ITA Walter Pirinoli e Marco Pirinoli      | 16       | 16.0     | 12        | 12.0      | PMS        | 20.0       | 3         | 3.0       | 3        | 3.0      | 5         | 5.0       | 6          | 6.0        | 4           | 4.0         | 5         | 5.0       | 4        | 4.0      | 2         | 2.0       | 80.0            | 44.0     |
| 6                 | FRA Frédéric le Peutrec e Franck Citeau   | 8        | 8.0      | 1         | 1.0       | 3          | 3.0        | 7         | 7.0       | 8        | 8.0      | 4         | 4.0       | 5          | 5.0        | 11          | 11.0        | 4         | 4.0       | 6        | 6.0      | 9         | 9.0       | 66.0            | 46.0     |
| 7                 | GER Roland Gabler e Frank Parlow          | 15       | 15.0     | 8         | 8.0       | 11         | 11.0       | 1         | 1.0       | 12       | 12.0     | 9         | 9.0       | 9          | 9.0        | 2           | 2.0         | 2         | 2.0       | 1        | 1.0      | 5         | 5.0       | 75.0            | 48.0     |
| 8                 | USA John Lovell e Charlie Ogletree        | 3        | 3.0      | 4         | 4.0       | 8          | 8.0        | 4         | 4.0       | 4        | 4.0      | 11        | 11.0      | 3          | 3.0        | 12          | 12.0        | 1         | 1.0       | 10       | 10.0     | 12        | 12.0      | 72.0            | 48.0     |
| 9                 | NED Ron van Teylingen e Herbert Dercksen  | 13       | 13.0     | 6         | 6.0       | 2          | 2.0        | 17        | 17.0      | 2        | 2.0      | 6         | 6.0       | 7          | 7.0        | 9           | 9.0         | PMS       | 20.0      | 5        | 5.0      | 6         | 6.0       | 93.0            | 56.0     |
| 10                | SUI Patrick Thorens e Stéphane Wohnlich   | 7        | 7.0      | 9         | 9.0       | 13         | 13.0       | 11        | 11.0      | 10       | 10.0     | 1         | 1.0       | 11         | 11.0       | 7           | 7.0         | 10        | 10.0      | 11       | 11.0     | 13        | 13.0      | 103.0           | 77.0     |
| 11                | CAN Marc Peers e Roy Janse                | 17       | 17.0     | 11        | 11.0      | 9          | 9.0        | 9         | 9.0       | 9        | 9.0      | 12        | 12.0      | 17         | 17.0       | 8           | 8.0         | 9         | 9.0       | 8        | 8.0      | 8         | 8.0       | 117.0           | 83.0     |
| 12                | RUS Yuriy Konovalov e Sergey Myasnikov    | 11       | 11.0     | 10        | 10.0      | 7          | 7.0        | 12        | 12.0      | 18       | 18.0     | 3         | 3.0       | 15         | 15.0       | 10          | 10.0        | 8         | 8.0       | 17       | 17.0     | 11        | 11.0      | 122.0           | 87.0     |
| 13                | GBR David Williams e Ian Rhodes           | 5        | 5.0      | 7         | 7.0       | 12         | 12.0       | 10        | 10.0      | 13       | 13.0     | DSQ       | 20.0      | 8          | 8.0        | 14          | 14.0        | 6         | 6.0       | 12       | 12.0     | 14        | 14.0      | 121.0           | 87.0     |
| 14                | BLR Sergey Kravtsov e Viktor Budantsev    | 9        | 9.0      | 15        | 15.0      | PMS        | 20.0       | 16        | 16.0      | 11       | 11.0     | 10        | 10.0      | 16         | 16.0       | 6           | 6.0         | 11        | 11.0      | 16       | 16.0     | 7         | 7.0       | 137.0           | 101.0    |
| 15                | NZL Rex Sellers e Brian Jones             | 14       | 14.0     | 14        | 14.0      | 10         | 10.0       | 13        | 13.0      | 17       | 17.0     | 14        | 14.0      | 12         | 12.0       | 16          | 16.0        | 12        | 12.0      | 14       | 14.0     | 4         | 4.0       | 140.0           | 107.0    |
| 16                | SWE Mats Nyberg e Magnus Lövdén           | 10       | 10.0     | PMS       | 20.0      | 16         | 16.0       | 14        | 14.0      | 7        | 7.0      | 16        | 16.0      | 14         | 14.0       | 15          | 15.0        | 13        | 13.0      | 9        | 9.0      | 17        | 17.0      | 151.0           | 114.0    |
| 17                | UKR Serhiy Priymak e Yevhen Chelombitko   | 6        | 6.0      | 13        | 13.0      | 14         | 14.0       | 15        | 15.0      | 15       | 15.0     | 13        | 13.0      | 13         | 13.0       | 17          | 17.0        | 14        | 14.0      | 15       | 15.0     | 18        | 18.0      | 153.0           | 118.0    |
| 18                | FIJ Shayne Brodie e Angus Pattie          | 18       | 18.0     | 17        | 17.0      | 15         | 15.0       | 18        | 18.0      | 16       | 16.0     | 15        | 15.0      | 18         | 18.0       | 18          | 18.0        | 15        | 15.0      | 18       | 18.0     | 15        | 15.0      | 183.0           | 147.0    |
| 19                | CAY Alun Davies e Michael Joseph          | 19       | 19.0     | 18        | 18.0      | 17         | 17.0       | 19        | 19.0      | 19       | 19.0     | 18        | 18.0      | 19         | 19.0       | 19          | 19.0        | PMS       | 20.0      | 19       | 19.0     | 16        | 16.0      | 203.0           | 164.0    |

### Classificação diária

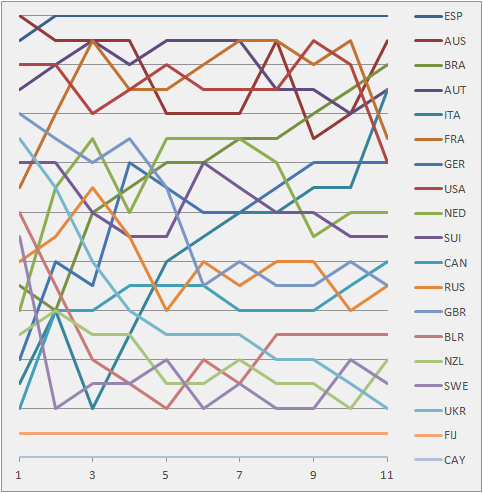
Gráfico mostrando a classificação diária na classe.